# مالهادا
ملهادا بلدية في ولاية باهيا في المنطقة الشمالية الشرقية من البرازيل.